# (31626) 1999 GV20
1999 GV20 (asteroide 31626) é um asteroide da cintura principal. Possui uma excentricidade de 0.06502020 e uma inclinação de 11.71149º.
Este asteroide foi descoberto no dia 15 de abril de 1999 por LINEAR em Socorro.